# Fredy Costa
Fredy Costa (Luanda, 9 de setembro de 1980) é um ator e modelo angolano, tendo crescido em Paris, na França.

## Carreira
Fredy Costa iniciou a sua carreira como modelo em 1999 e já deu a cara por marcas como Refriango, Unitel e Angola Telecom.
Em 2008, foi convidado para ser embaixador da Martini em Angola (até 2016).
Em 2001, estreou-se na representação com a série Vidas Ocultas (TPA). Participou em Reviravolta (2002/2003), Sede de Viver (2004/2005), Entre o Crime e a Paixão (2006/2007), Doce Pitanga e Voo Direto. Em 2012, participou na novela Windeck, nomeada para os Emmys 2013. Estreou-se no Brasil em 2014, onde participou na série O Caçador (TV Globo). Em 2014, participou na novela Jikulumessu (Semba Comunicação), nomeada para os Emmys 2015.
Estreou-se em Portugal em 2015, com a telenovela A Única Mulher (TVI) e participou na telenovela Ouro Verde, também na TVI, vencedora de um Emmy em 2018. Em 2017, fez também Apocalipse (RecordTV) e participou na novela A Teia (2019) e Quer o Destino (2020), da TVI.

## Filmografia

### Televisão
| Ano  | Trabalho                 | Emissora   | Papel               |
| ---- | ------------------------ | ---------- | ------------------- |
| 2001 | Vidas Ocultas            | TPA        |                     |
| 2002 | Reviravolta              | TPA        |                     |
| 2004 | Sede de Viver            | TPA        | João Jorge          |
| 2006 | Entre o Crime e a Paixão | TPA        |                     |
| 2008 | Doce Pitanga             | TPA        |                     |
| 2010 | Voo Direto               | TPA        | Lourenço            |
| 2010 | Voo Direto               | RTP1       | Lourenço            |
| 2012 | Windeck                  | TPA        | Artur Domingos      |
| 2014 | O Caçador                | Rede Globo | Personagem Haitiano |
| 2014 | Jikulumessu              | TPA        | Gregório Kiala      |
| 2014 | Jikulumessu              | RTP1       | Gregório Kiala      |
| 2015 | A Única Mulher           | TVI        | Leandro Nascimento  |
| 2017 | Ouro Verde               | TVI        | Tiago Andrade       |
| 2017 | Ouro Verde               |            | Tiago Andrade       |
| 2017 | Apocalipse               | RecordTV   | Diogo Ferreira      |
| 2017 | Maison Afrochic          | Mundo Fox  |                     |
| 2019 | A Teia                   | TVI        | Danilo              |
| 2020 | Terra Brava              | SIC        | Padre Casimiro      |
| 2020 | Quer o Destino           | TVI        | Álvaro Freitas      |
| 2022 | After Party              | Mundo Fox  |                     |

## Prémios
| Ano  | Prémio                           | Categoria                  | Indicação  | Resultado |
| ---- | -------------------------------- | -------------------------- | ---------- | --------- |
| 2001 | Prémio Melhor Manequim Masculino |                            |            | Venceu    |
| 2001 | Revista Tropical                 |                            |            | Venceu    |
| 2002 | Moda Luanda                      |                            |            | Venceu    |
| 2003 | EXPO                             |                            |            | Venceu    |
| 2004 | Moda Luanda                      |                            |            | Venceu    |
| 2005 | Nagoya - Japão                   |                            |            | Venceu    |
| 2010 | Moda Luanda                      |                            |            | Venceu    |
| 2012 | Moda Luanda                      |                            |            | Venceu    |
| 2013 | FENAPRO                          |                            |            | Venceu    |
| 2015 | Moda Luanda                      |                            |            | Venceu    |
| 2016 | Moda Luanda                      |                            |            | Venceu    |
| 2018 | Prémio Melhor Ator               | Melhor Actor Drama de 2018 | Apocalipse | Venceu    |